# جيمس أغسطس فوكس
جيمس أغسطس فوكس (بالإنجليزية: James Augustus Fox)‏ هو محامي وسياسي أمريكي، ولد في 11 أغسطس 1827 ببوسطن في الولايات المتحدة، وتوفي في 1 سبتمبر 1901. انتخب عضو مجلس نواب ماساتشوستس.